# Tatjana Hüfner
Tatjana Hüfner (Neuruppin, República Democràtica Alemanya, 1983) és una corredora de luge alemanya, una de les més destacades de la dècada del 2000.

## Biografia
Va néixer el 30 d'abril de 1983 a la ciutat de Neuruppin, població situada a l'estat de Brandenburg, que en aquells moments formava part de la República Democràtica Alemanya (RDA) i que avui en dia forma part d'Alemanya.

## Carrera esportiva
Inicià la seva carrera esportiva l'any 2003 representant Alemanya. Va participar en els Jocs Olímpics d'Hivern de 2006 realitzats a Torí (Itàlia), on aconseguí guanyar la medalla de bronze en la prova individual femenina de luge. En els Jocs Olímpics d'Hivern de 2010 realitzats a Vancouver (Canadà) aconseguí guanyar la medalla d'or. Als Jocs Olímpics d'Hivern de 2014 realitzats a Sotxi (Rússia) va aconseguir guanyar la medalla de plata en la prova individual femenina, just per darrere de la seva compatriota Natalie Geisenberger. També va participar al Jocs Olímpics d'Hivern de 2018, celebrats a Pyeongchang (Corea del Sud), però no va aconseguir cap medalla.
Al llarg de la seva carrera ha guanyat tres medalles d'or en el Campionat del Món de luge, dues en categoria femenina i una en categoria mixta; i dues medalles de plata en el Campionat d'Europa de luge. Hüfner ha guanyat tres vegades la Copa del Món de l'especialitat (2007/2008, 2008/2009 i 2009/2010).